# Polyommatus pisorum
Polyommatus pisorum är en fjärilsart som beskrevs av Antoine François, comte de Fourcroy 1785. Polyommatus pisorum ingår i släktet Polyommatus och familjen juvelvingar. Inga underarter finns listade i Catalogue of Life.